# 上直筋
上直筋（じょうちょくきん、英語: superior rectus muscle、ラテン語: musculus rectus superior）は、眼球の向きを変える外眼筋のひとつである。
視神経を包む総腱輪の上面から起始し、上斜筋の横走部分を乗り越えて眼球の上面で強膜に停止する。動眼神経に支配され、収縮すると眼球を上方やや内側寄りに向ける。